# Йиндржишская улица
Йиндржишская улица (чеш. Jindřišská ulice) — улица в центре чешской столицы Праги.

## География
Улица находится в округе Прага 1 в районе Нове-Место. Начинается от Вацлавской площади и идёт на северо-восток до церкви святого Йиндржиха и святой Кунгуты и улицы Иерусалимской.
Общая протяжённость улицы — около 450 метров.

## История
В XVIII веке улица была названа в честь католической церкви святого Йиндржиха, которая вместе с прилегающей к ней Сеноважной площадью была центром нижней части Нове-Места. Прежние названия улицы указывали на маршрут — К святому Йиндржиху (K svatému Jindřichu) и К Сенному рынку (K Sennému trhu). Позднее стала называться На новой мостовой (Na novém dláždění) — в отличие от недалеко расположенной Гибернской улицы, где была более старая мостовая.
В центре Йиндржишской улицы располагалось кладбище, позже ликвидированное. Несколько надгробий с него были вмурованы в наружные стены церкви.

## Транспорт
На протяжении всей улицы идёт трамвайная линия. В районе церкви с обеих сторон проезжей части находятся павильоны трамвайной остановки «Йиндржишская» дневных маршрутов 1, 3, 6, 9, 14, 25, ночных маршруток 91, 92, 94 и 98.
В начале улицы располагаются два входа на станцию метро «Мустек».

## Строения и учреждения
- Дома 1 и 3 — дворец «Генерали». Здание в стиле необарокко на углу с Вацлавской площадью, возведённое в 1895 году австрийским архитектором Фридрихом Оманом[6][7].
- Дом 5 — Йиндржишский пассаж. Здесь располагаются торговый центр и читальный зал[8].
- Дом 14 — здание Главпочтамта. Построено в стиле неоренессанса в 1871—1874 годах на месте средневекового сада придворного аптекаря короля Карла IV, который выращивал здесь травы, овощи и виноград[2][9].
- Дом 16 — офисный комплекс Leed Gold. Здание построено в XIX веке. Здесь также располагается вертикальный сад, в котором можно увидеть более 5000 живых растений[10].
- Дом 20 — Гарраховский дворец. Здесь располагается Музей чувств[11].
- Дом 26 — ресторан «У Йиндржишске веже». Действует более ста лет[12].
- Дом 32 — начальная школа Водичкова[13].
- Дом 33 — Йиндржишская колокольня. Здание высотой 66 метров используется как туристический объект: смотровая башня с рестораном, музеем и галереей. Это самая высокая отдельно стоящая колокольня в Праге[14].
- Дом 36 — гимназия общего профиля, основанная профессором Яном Паточкой[15].

## Галерея

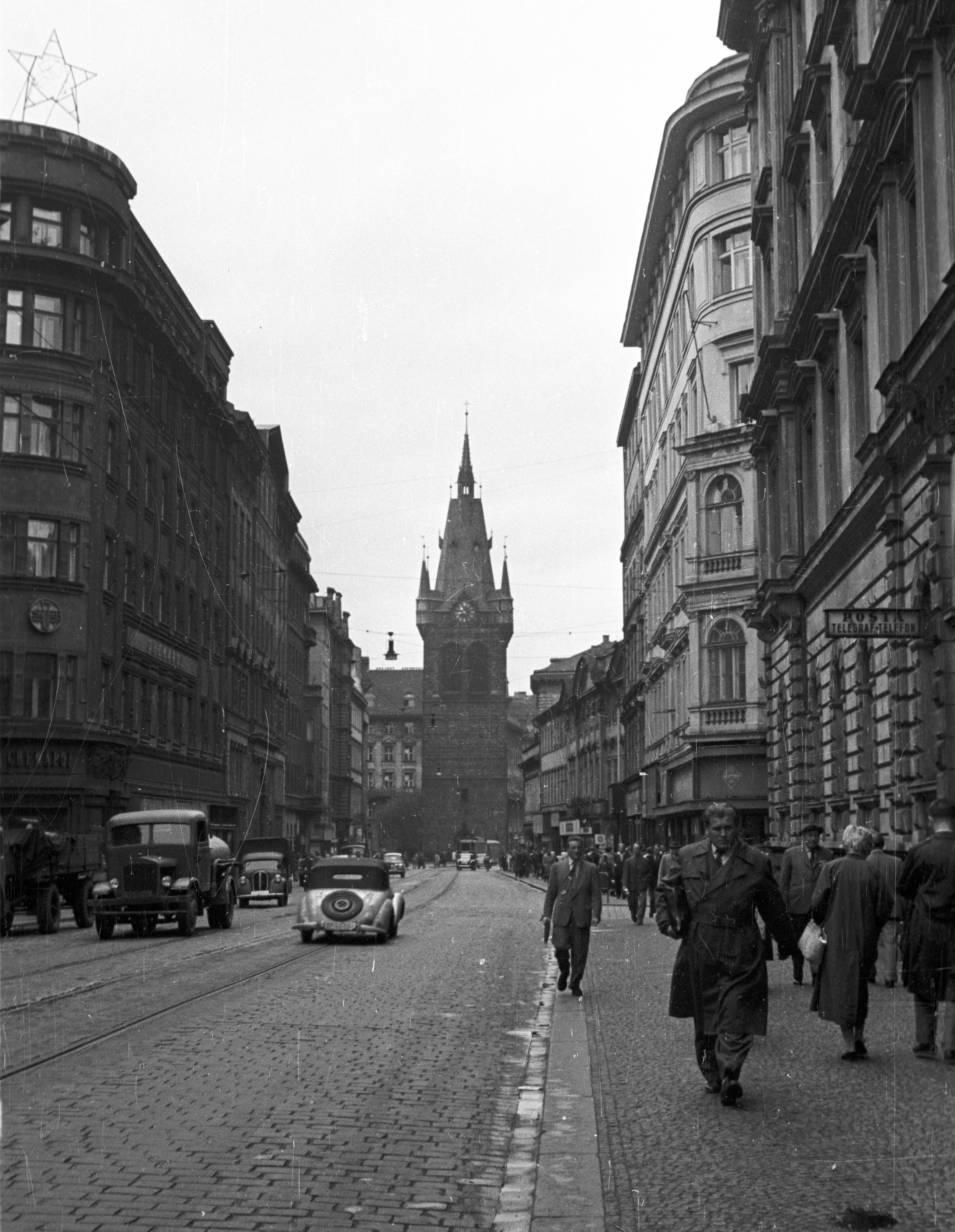
Йиндржишская улица в 1956 году
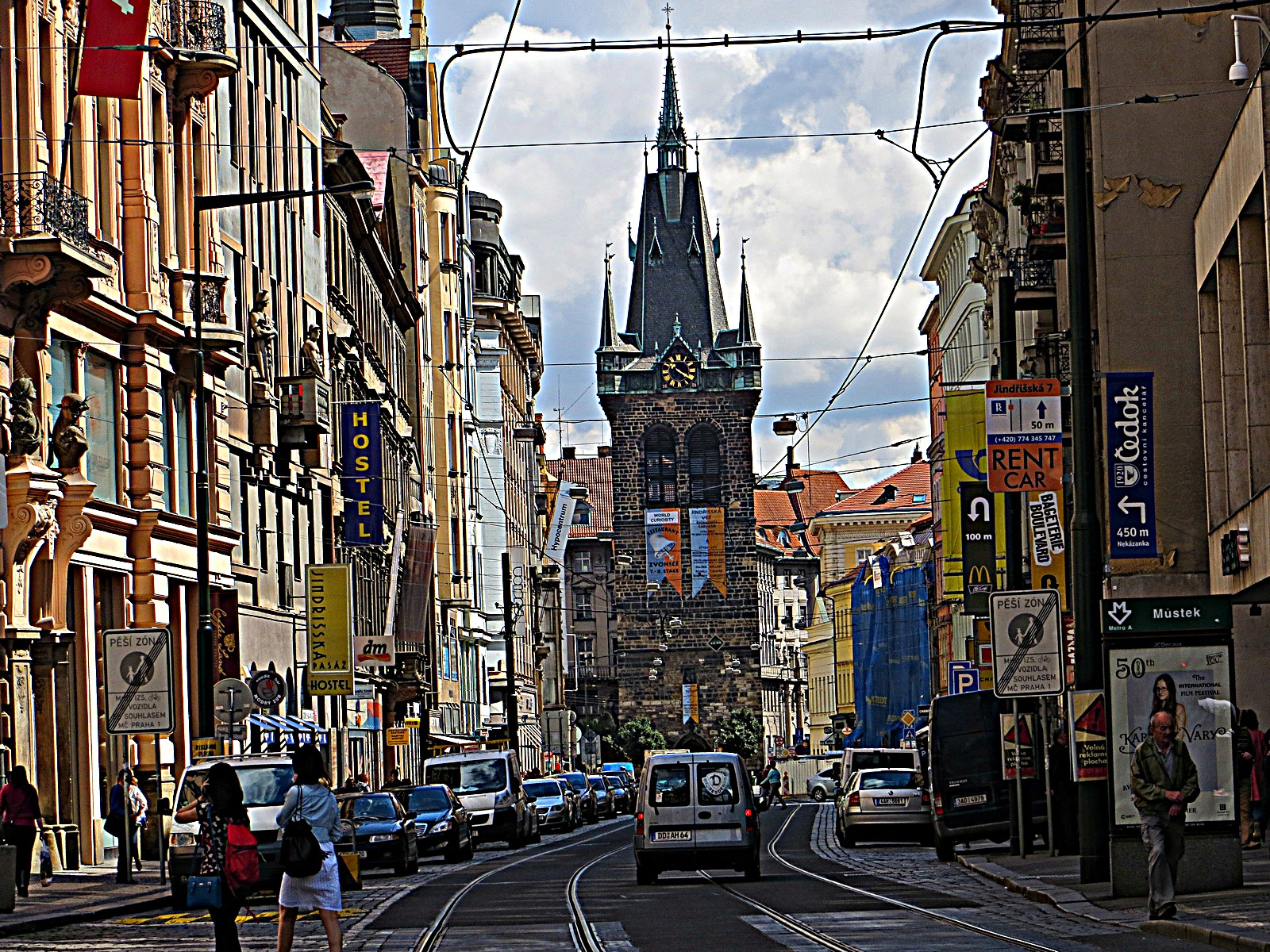
Вид на Йиндржишскую улицу со стороны Вацлавской площади
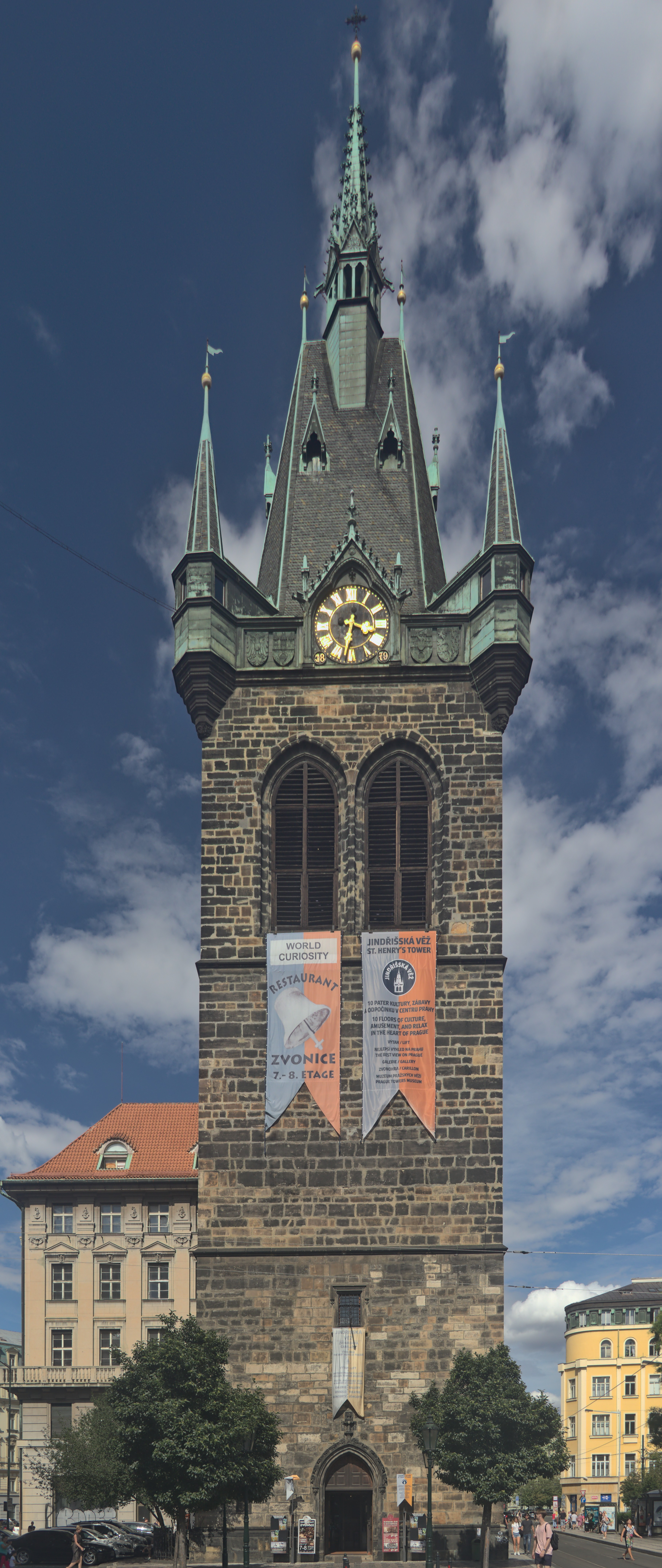
Йиндржишская башня
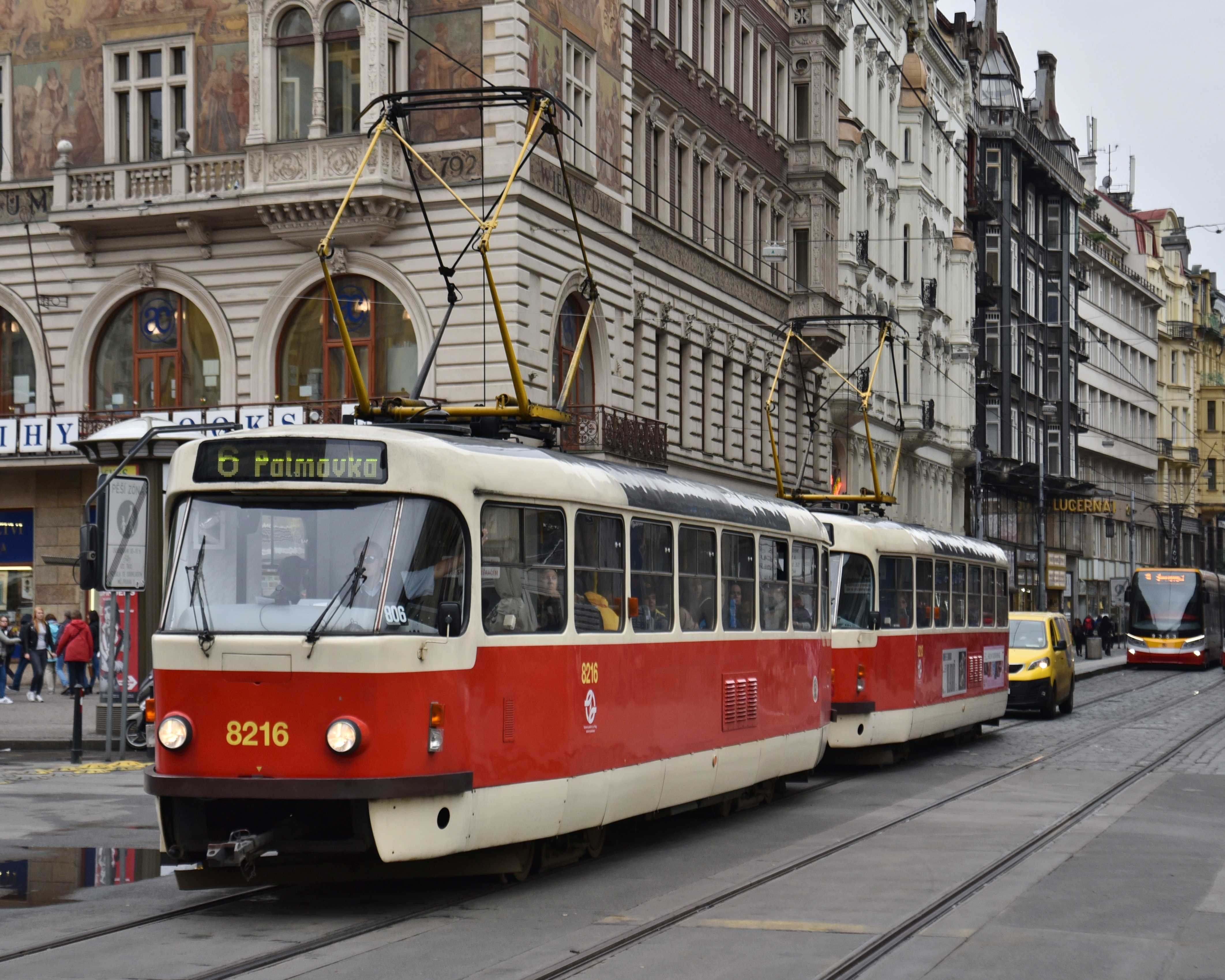
Трамвай на Йиндржишской улице
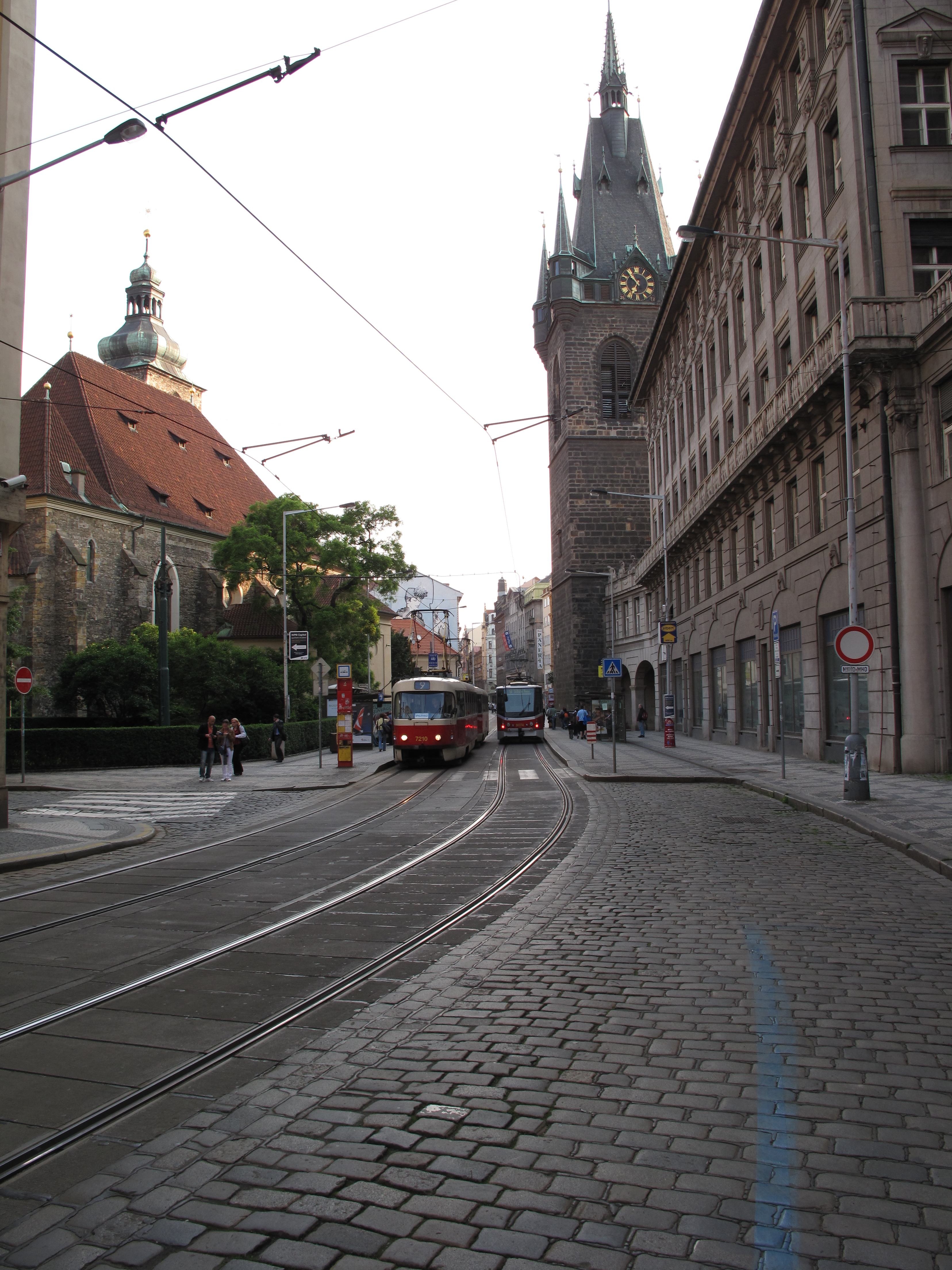
Трамвайная остановка «Йиндржишская»
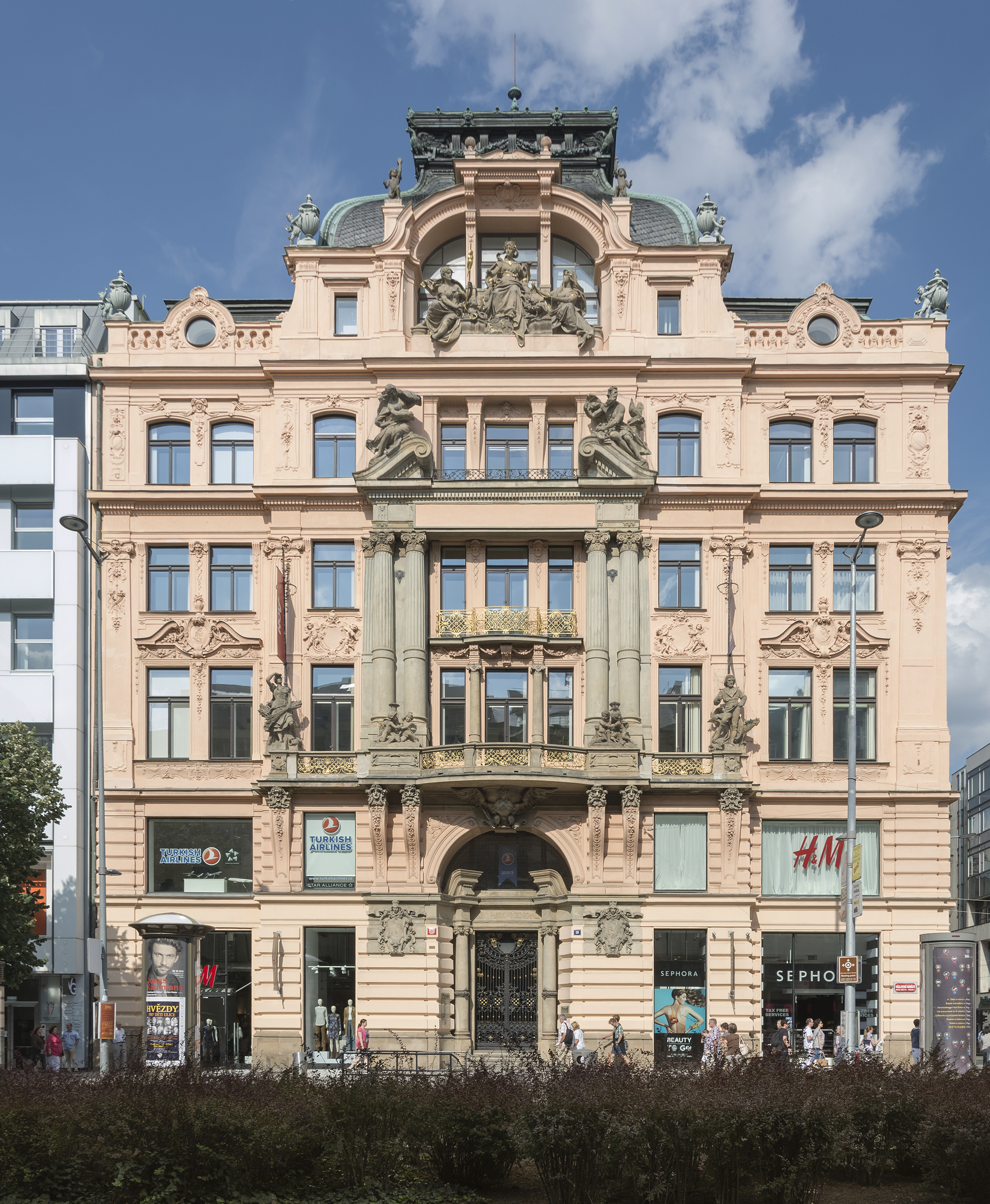
Дворец «Генерали»
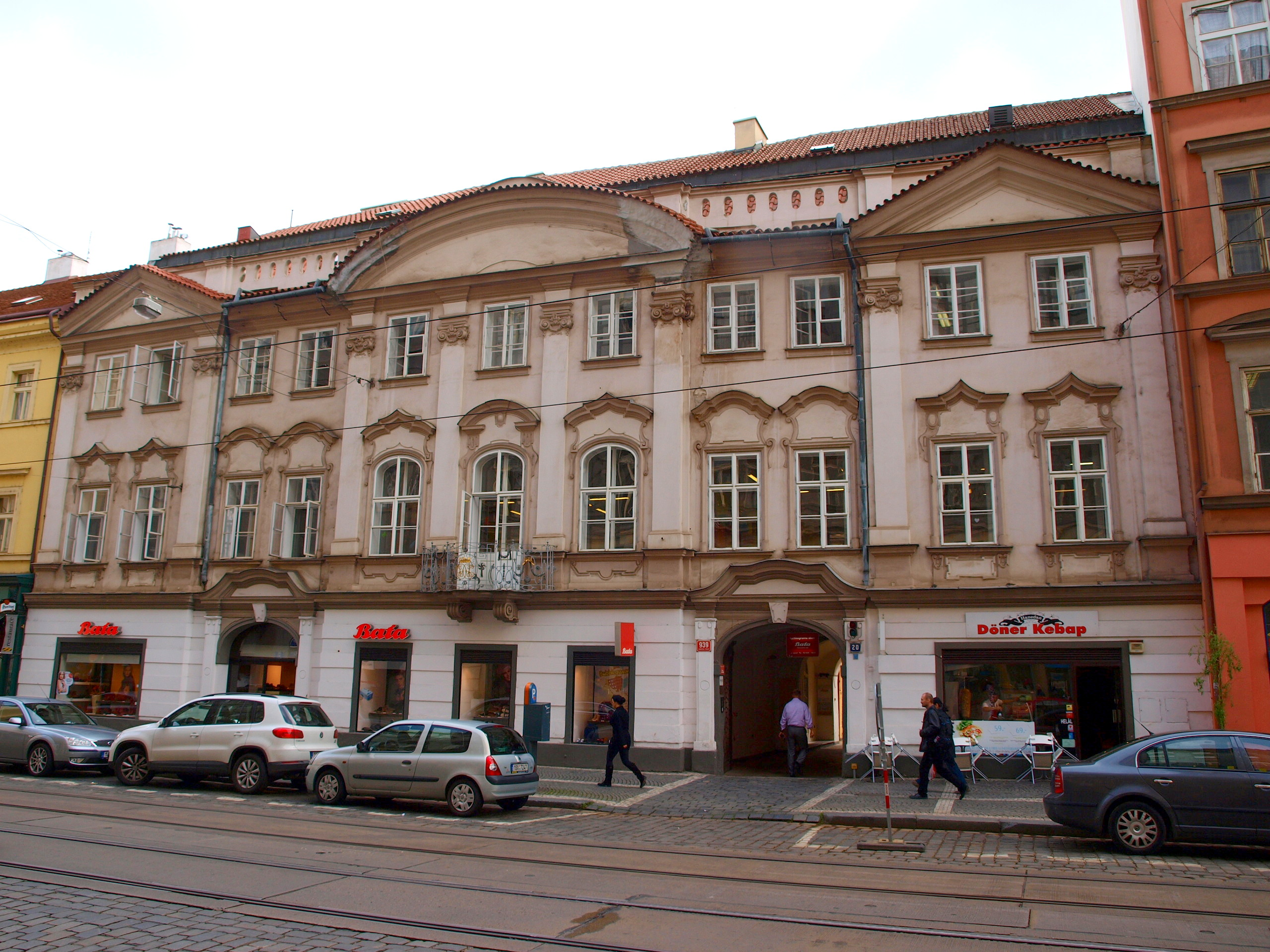
Гарраховский дворец
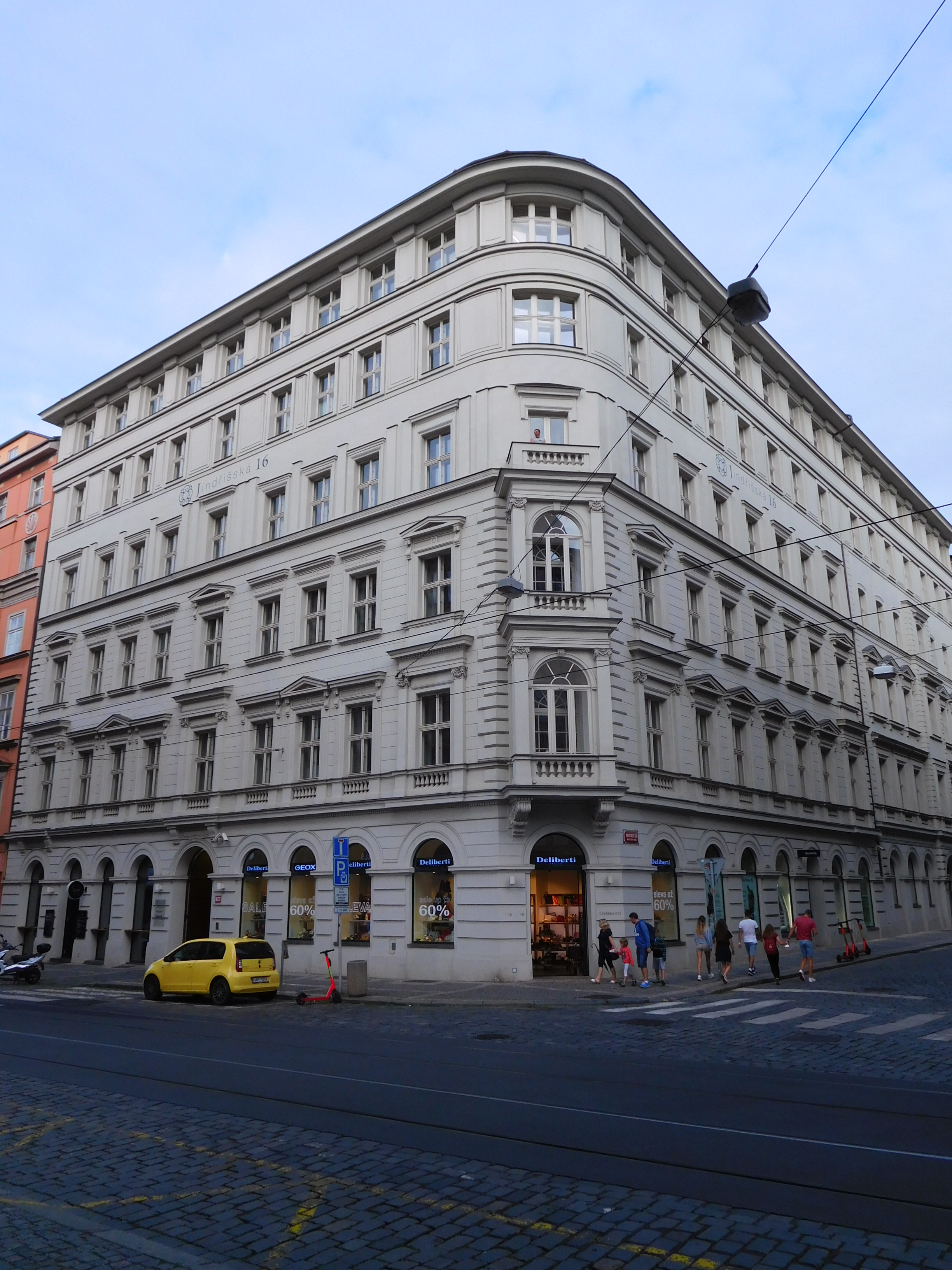
Дом 16, офисный комплекс с вертикальным садом
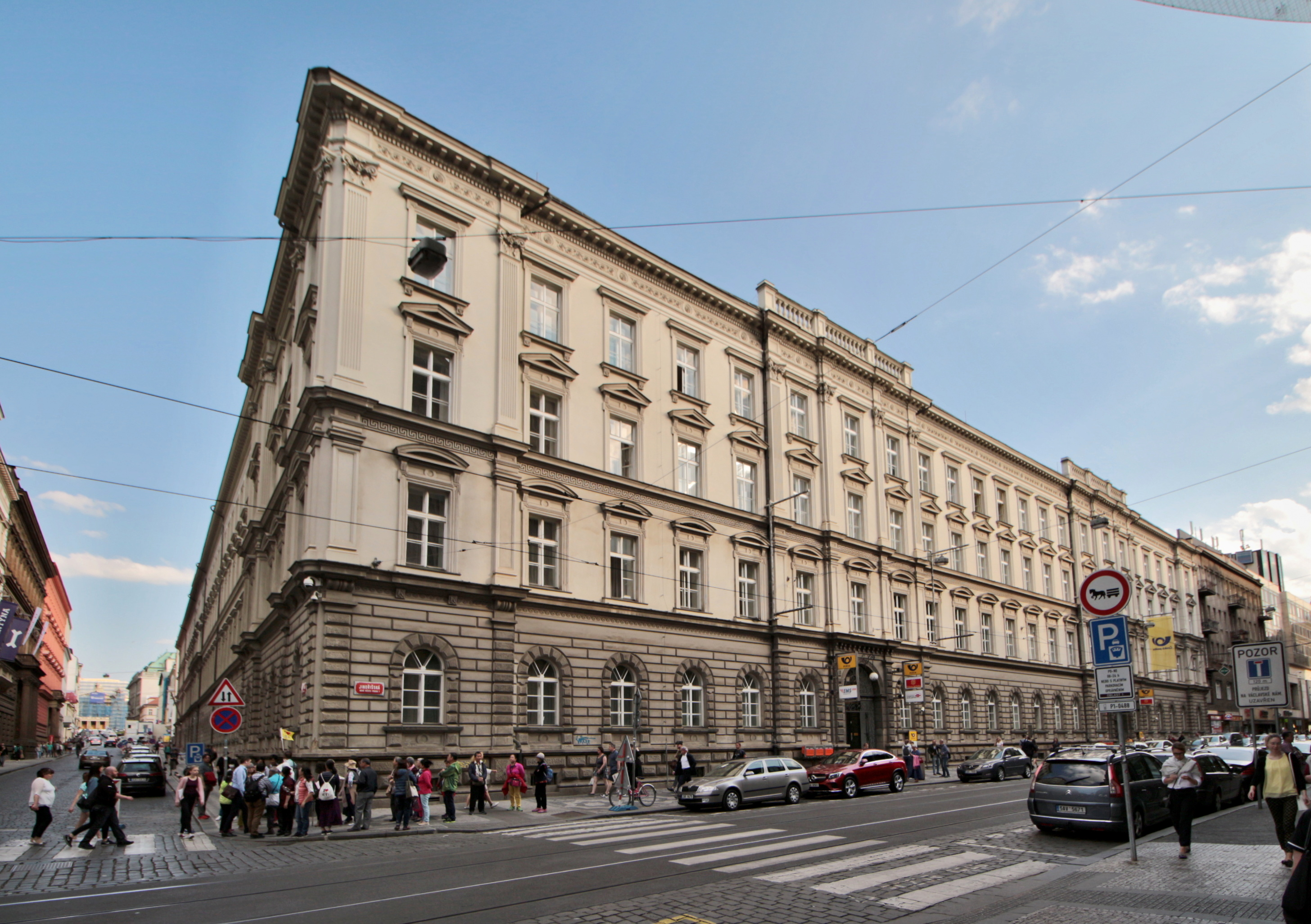
Главпочтамт